# Trường đua Las Vegas
Trường đua Las Vegas là một trường đua đường phố nằm ở Las Vegas, tiểu bang Nevada, Hoa Kỳ. Trường đua này là nơi đăng cai giải đua ô tô Công thức 1 Las Vegas vào ngày 18 tháng 11 năm 2023 trong khuôn khổ giải đua xe Công thức 1 2023. Trường đua này có chiều dài 6,201 km được thiết kế bởi Carsten Tilke, con trai của nhà thiết kế trường đua người Đức Hermann Tilke, được khởi công vào tháng 3 năm 2022 và khánh thành vào ngày 16 tháng 11 năm 2023. Nó chạy qua Dải Las Vegas cùng với nhiều địa điểm khác trong Las Vegas.

## Lịch sử
Trường đua Las Vegas được thiết kế để kết hợp một phần của (được biết đến rộng rãi với tên gọi Dải Las Vegas). Những chiếc xe đi qua một số địa danh của Las Vegas được chiếu sáng vào ban đêm. Thành phố đã cấp phép cho Công thức 1 sử dụng những con đường cần thiết cho giải đua ô tô Công thức 1 Las Vegas trong mười năm. Khi chặng đua được công bố tổ chức vào tháng 3 năm 2021, trường đua có 14 khúc cua. Sau đó, bố trí đó đã được sửa đổi với việc bổ sung một góc nghiêng và vì vậy, số khúc cua được tăng lên 17. Trường đua được thiết kế bởi Carsten Tilke, con trai của nhà thiết kế trường đua nổi tiếng người Đức Hermann Tilke.

## Thiết kế
Trường đua Las Vegas có tổng chiều dài 6,003 km, có chiều rộng 12 đến 15 m, bao gồm 17 khúc cua và một đường thẳng dài 1,9 km.
Trường đua bắt đầu từ một bãi đỗ xe không sử dụng. Bãi đỗ xe này đã được Công thức 1 mua lại với giá 240 triệu USD và được chuyển đổi thành tòa nhà gara, khu tay đua và các cơ sở cố định. Khúc cua đầu tiên có hình dạng của một trâm cặp tóc. Sau đó, đường đua rẽ hơi sang trái rồi rẽ nhanh sang phải, chuyển từ đường đua cố định sang đường thường. Sau hai khúc cua nhanh này là một đường thẳng 800 m trên Koval Lane và một khúc cua chậm 90 độ bên tay phải cùng với một khúc cua dài bên trái chạy dọc theo quả cầu MSG Sphere Arena mới trước khi đi qua khúc cua trái-phải rồi rẽ trái nhanh hơn một chút vào Đại lộ Sands. Sau đó, đường đua đi qua hai góc cua rất nhanh trên Đại lộ Sands trước khi rẽ trái chậm vào Đại lộ Las Vegas, hay còn được gọi là Dải Las Vegas. Đây là một đoạn đường bằng phẳng dài 1,18 dặm (1,9 km) với hai đường thẳng và một khúc cua rẽ trái một chút đi qua một số khách sạn và sòng bạc nổi tiếng nhất Las Vegas. Sau đó, đường đua đi qua một loạt các góc cua hẹp và chậm vào Đại lộ Harmon, đi thẳng nửa dặm rồi rẽ tay trái rất nhanh để hoàn thành đường đua và quay trở lại đường đua cố định qua các khu gara và làn pit.
Tốc độ tối đa được ghi nhận trên một chiếc xe Công thức 1 là 350,5 km/h, được lập ở cuối Dải Las Vegas vào cuối năm 2023.

## Các kỷ lục thời gian được lập tại trường đua
Dưới đây là các kỷ lục thời gian nhanh nhất của các giải đua được tổ chức ở trường đua Las Vegas:
| Giải đua                                | Sự kiện                                  | Tay đua                                 | Xe                                      | Thời gian                               |
| Kiểu đường Grand Prix Circuit: 6,003 km | Kiểu đường Grand Prix Circuit: 6,003 km  | Kiểu đường Grand Prix Circuit: 6,003 km | Kiểu đường Grand Prix Circuit: 6,003 km | Kiểu đường Grand Prix Circuit: 6,003 km |
| --------------------------------------- | ---------------------------------------- | --------------------------------------- | --------------------------------------- | --------------------------------------- |
| Công thức 1                             | Giải đua ô tô Công thức 1 Las Vegas 2023 | Oscar Piastri                           | McLaren MCL60                           | 1:35,490                                |